# Thomas Blaschek
Thomas Blaschek (* 5. dubna 1981 Gera) je bývalý německý atlet, který se věnoval krátkým překážkovým běhům.

## Kariéra
V roce 1999 vybojoval na juniorském mistrovství Evropy v lotyšské Rize bronzovou medaili v běhu na 110 metrů překážek. O rok později na MS juniorů v chilském Santiagu prohrál ve finále o dvacet setin s kubánským překážkářem Yunielem Hernándezem a získal stříbro.
V roce 2006 vybojoval časem 13,46 sekundy stříbrnou medaili na evropském šampionátu v Göteborgu. Rychlejší byl pouze Staņislavs Olijars z Lotyšska, který trasu zvládl o 22 setin sekundy rychleji. Na Mistrovství světa v atletice 2007 v Ósace doběhnul ve třetím semifinálovém běhu na posledním místě a do finále nepostoupil.
Mezi jeho největší halové úspěchy v běhu na 60 metrů patří 5. místo na halovém ME 2005 v Madridu, 6. místo na halovém MS 2006 v Moskvě, 3. místo na evropském poháru 2008 v Moskvě a 5. místo na halovém MS 2008 ve Valencii.
Svoji atletickou kariéru ukončil v roce 2009.

### Osobní rekordy
- 60 m přek. (hala) – 7,54 s – 2. února 2008, Stuttgart
- 110 m přek. (dráha) – 13,31 s – 9. července 2005, Cuxhaven